# The Little Damozel
The Little Damozel (bra: O Preço de um Amor) é um filme britânico de 1933, do gênero comédia musical, dirigido por Herbert Wilcox, com roteiro baseado na peça teatral homônima de Monckton Hoffe.